# سنا
السَّنَا أو السنامكة(بالإنجليزية: Senna)‏ هو جنس كبير يحتوي على 250-260 نوع من النباتات المزهرة يتبع وأسرة العندميات من الفصيلة البقولية التي تتبع رتبة الفوليات.

## استعمالاته الطبية
أوراق وثمار (قرون) النباتات التي تتبع جنس السَّنَا تستعمل أساسا كملين لعلاج الإمساك وفي حالة البواسير. ولا يستعمل نبات السَّنَا في علاج الإمساك المزمن لفترات طويلة حيث يمكن أن يتعود عليها الشخص. عادة مايكون طعمها غير مقبول لهذا يستعمل معها مواد عطرية كالنعناع أو الزنجبيل أو الحبهان (الهيل) أو الشمر. وهو أيضا مدر للبول وطارد للديدان من الأمعاء.

## منأنواعهالواطنةفيالوطن العربي
- السنا الإيطالي (باللاتينية:  					                            	 					Senna italica) في بلاد الشام ومصر
- السنا الغربي (باللاتينية: Senna occidentalis) في بلاد الشام

## الأنواع
- Senna aculeata
- Senna alata
- سنا إسكندراني
- Senna angulata
- Senna armata
- Senna artemisioides
- سنا أذيني
- Senna australis
- Senna bicapsularis
- Senna birostris
- Senna candolleana
- كاسيا كورمبوزا

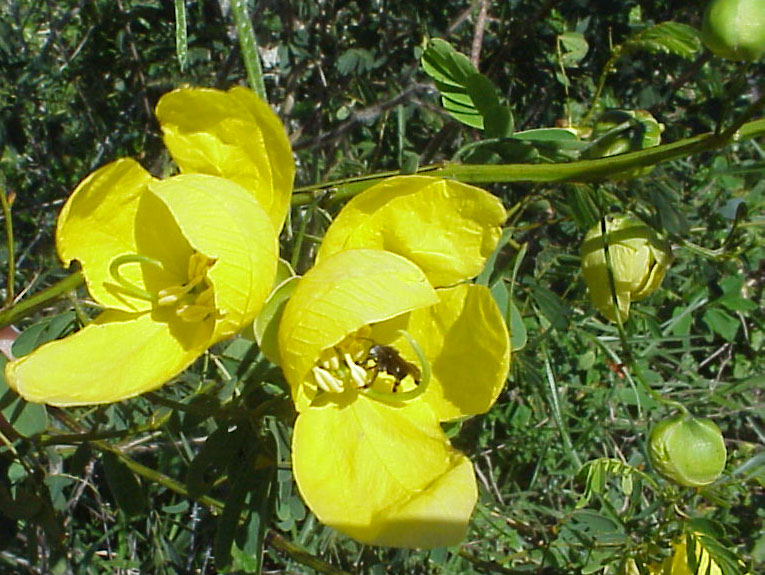
Senna aversiflora flowers

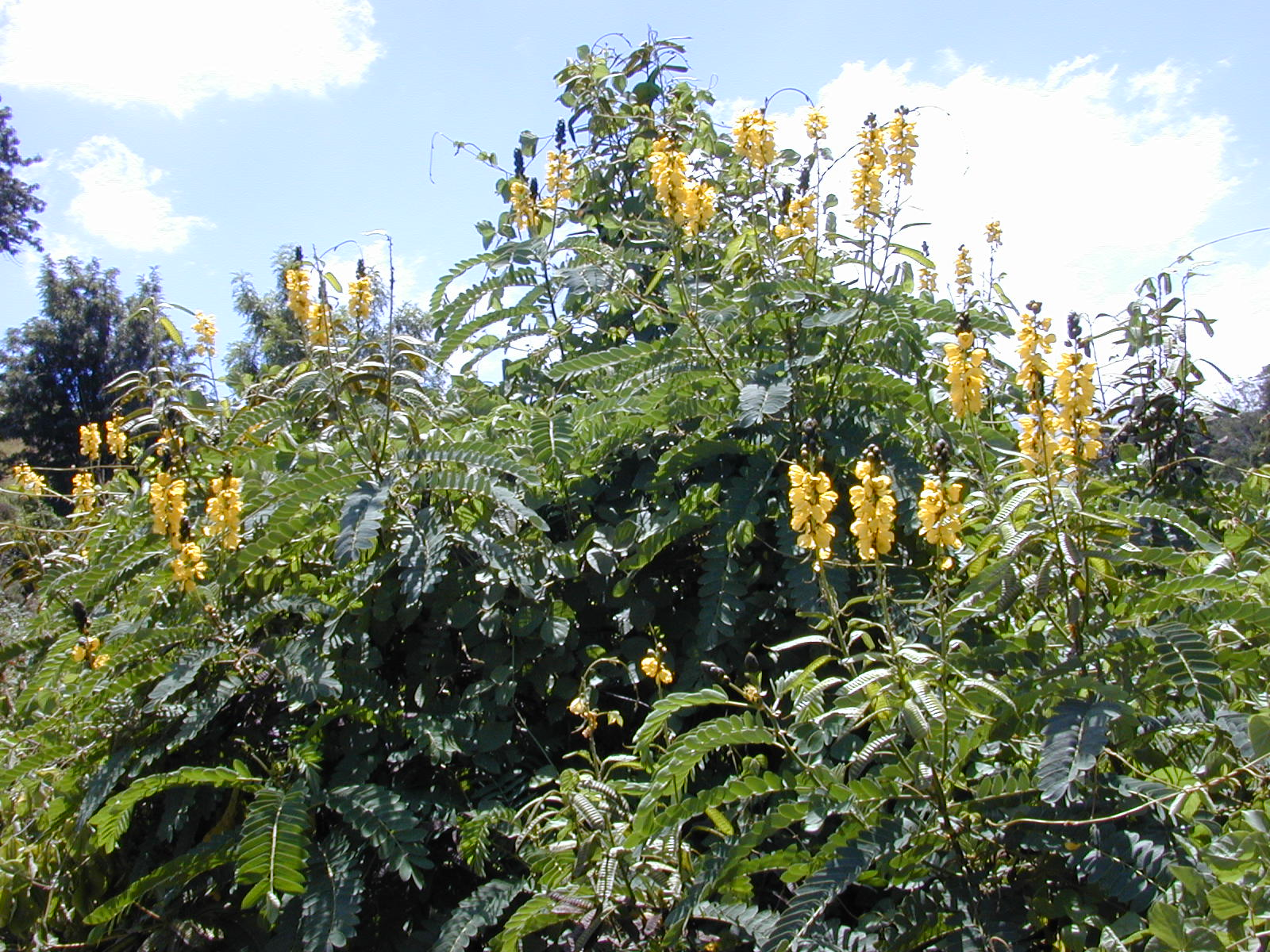
كاسيا ديديموبوتريا

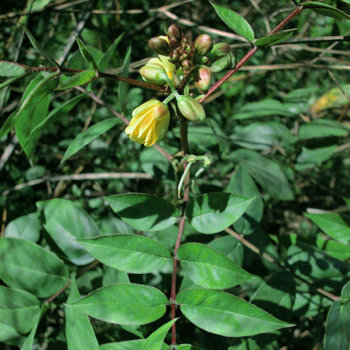
Undetermined Senna species

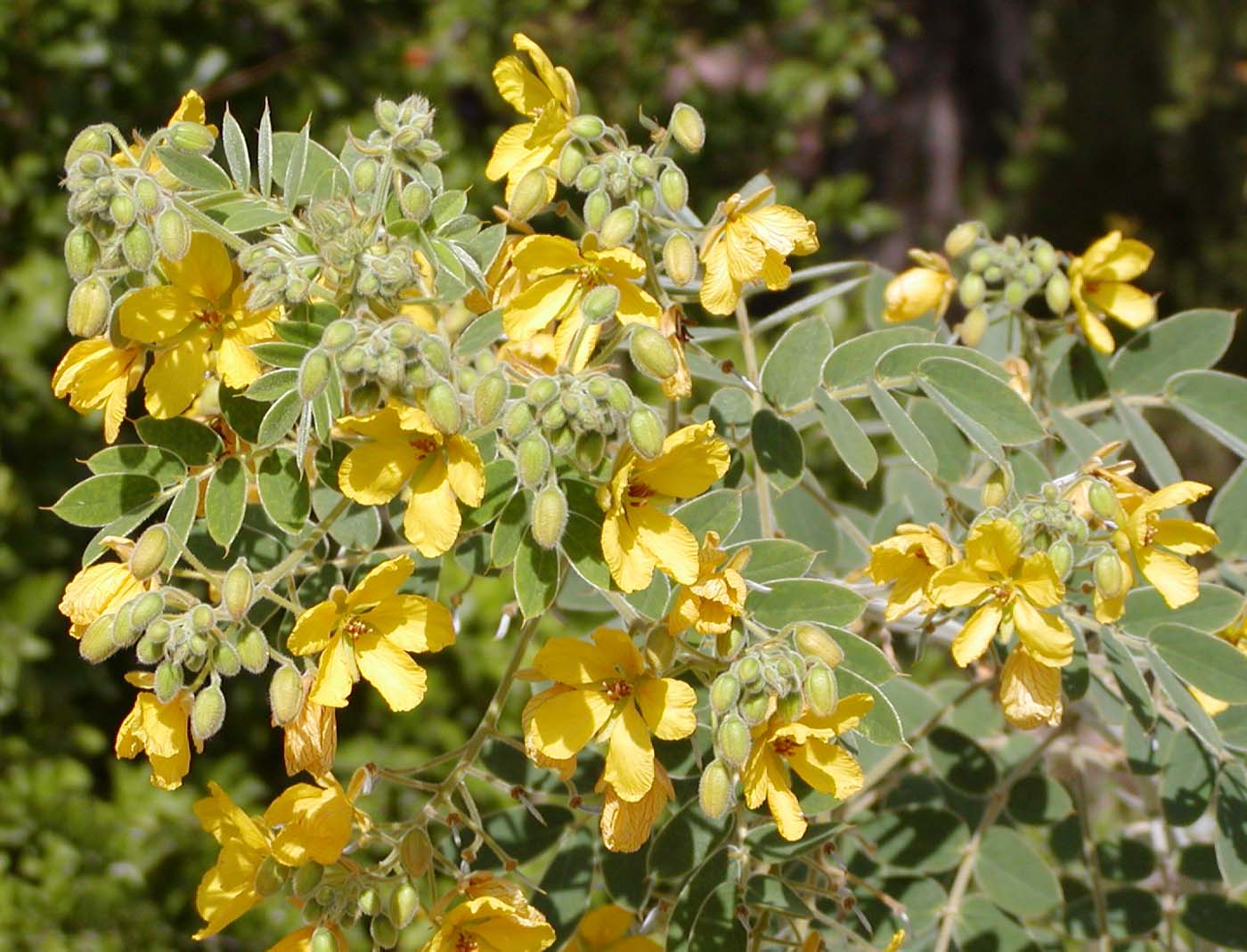
Velvet-leaved Senna, Senna lindheimeriana

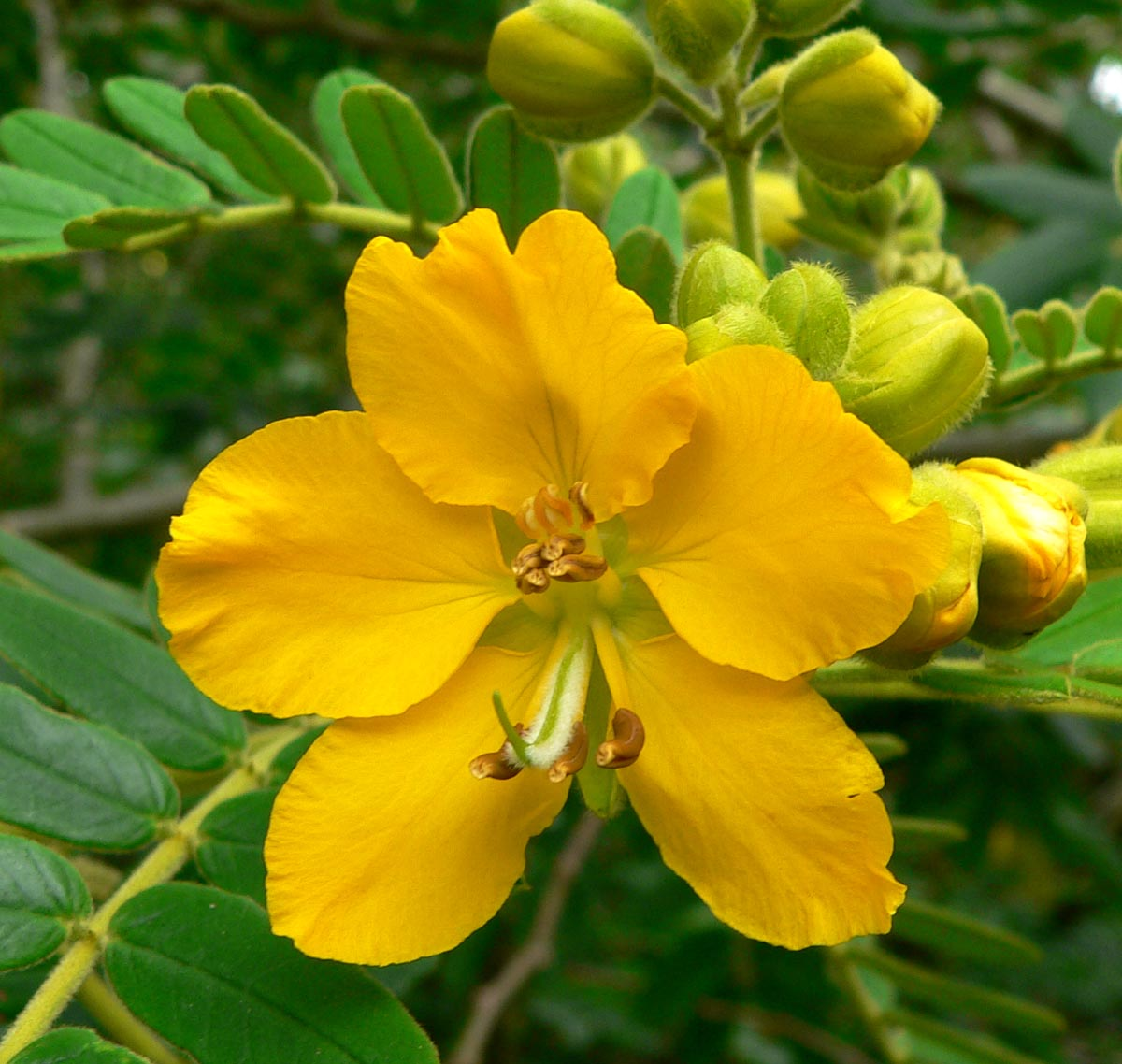
Senna multiglandulosa flower

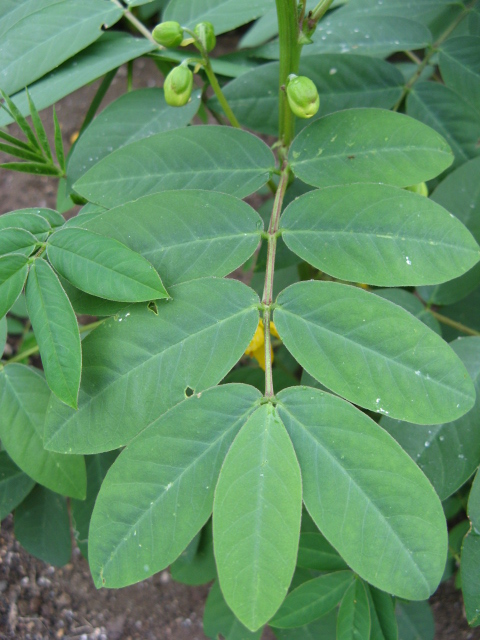
Coffee Senna (Senna occidentalis) leaf

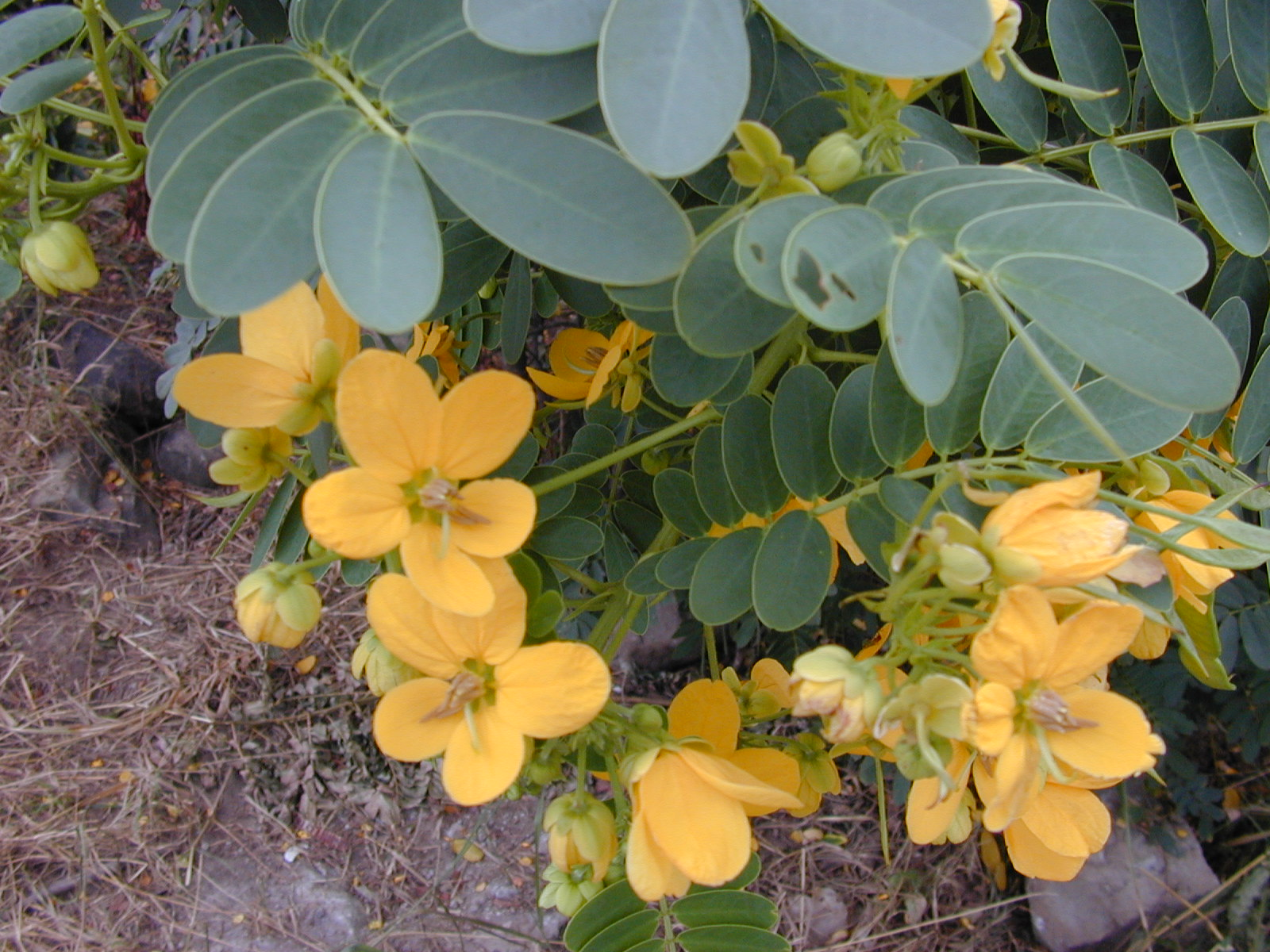
Senna surattensis

- Senna covesii, (Desert senna, Rattleweed)
- Senna cumingii
- سنا إفريقية
- Senna fruticosa
- Senna hebecarpa
- Senna helmsii
- Senna hirsuta
- Senna italica
- Senna ligustrina
- Senna lindheimeriana
- Senna macranthera
- Senna marilandica
- Senna multiglandulosa
- Senna multijuga
- Senna nicaraguensis
- Senna nitida
- سنا منفرج
- Senna occidentalis
- Senna odorata
- Senna oligophylla
- Senna pallida
- Senna purpusii
- Senna siamea

## الاستخدامات
الطب القديم يعتبر السَّنَا من النباتات القديمة جدا المستخدمة في العلاج حيث استخدمت في زمن الفراعنة وكانت تسمى في ذلك الزمن باسم «جنجنت» وقد ورد ضمن عدة وصفات فرعونية لعلاج بعض الأمراض في البرديات المصرية القديمة، كما كان يستخدم على نطاق واسع في عهد الرسول - صلى الله عليه وسلم- حيث ورد ذكره في عدة أحاديث، فقد رواه إبراهيم بن ابي عبلة قال سمعت عبد الله بن ام حرام وهو ممن صلى مع رسول الله - صلى الله عليه وسلم - في القبلتين يقول «عليكم بالسَّنَا والسنوت فإن فيها شفاء من كل داء إلا السام» أخرجه ابن ماجه في السنن، وأخرج ابن السني وأبو نعيم في الطب النبوي عن عائشة رضي الله عنها عن النبي - صلى الله عليه وسلم- قال «لو كان في شيء شفاء من الموت لكان في السَّنَا».
قال ابن القيم في كتاب الطب النبوي: وأما السنا، ففيه لغتان المد والقصر، وهو نبت حجازي أفضله المكي وهو دواء شريف مأمون الغائلة، قريب الاعتدال حار يابس في درجة الأولى، يُسهل الصفراء والسوداء، ويقوي جرم القلب، وخاصيته النفع من الوسواس السوداوي، ومن الشقاق العارض في البدن ويفتح العضل وينفع من انتشار الشعر، ومن القمل والصداع العتيق. وإن طبخ معه شيء من زهر البنفسج والزبيب الأحمر المنزوع العجم، كان أصلح.
قال الرازي السناء والشاهترج يسهلان الأخلاط المحترقة، وينفعان من الجرب والحكة.

## معرض الصور

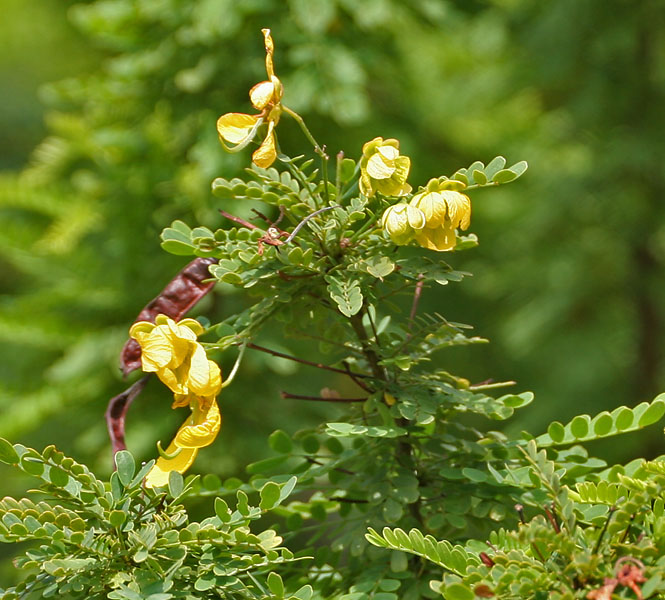
flowers in ، الهند.
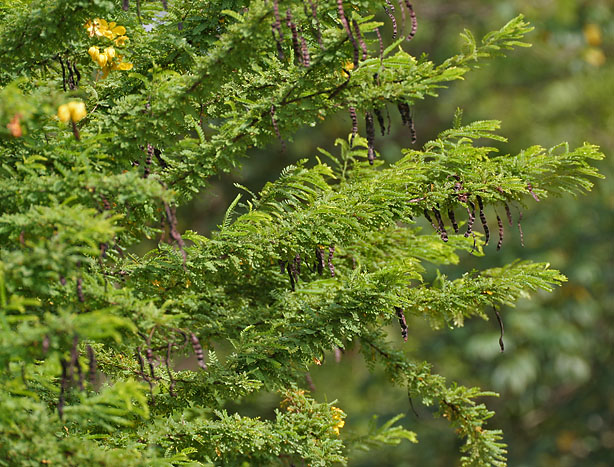
in ، الهند.
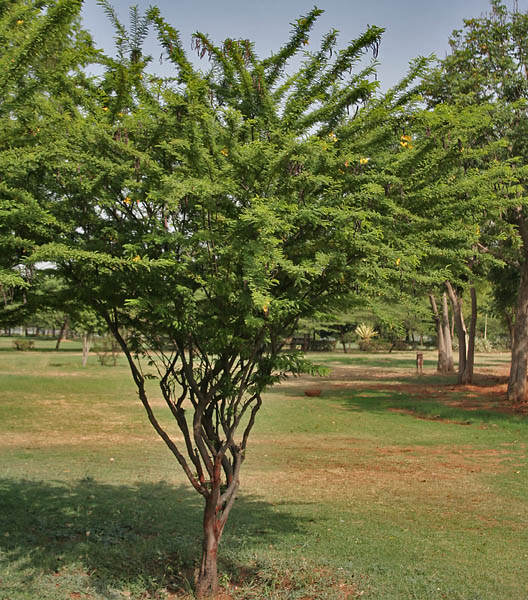
in ، الهند.
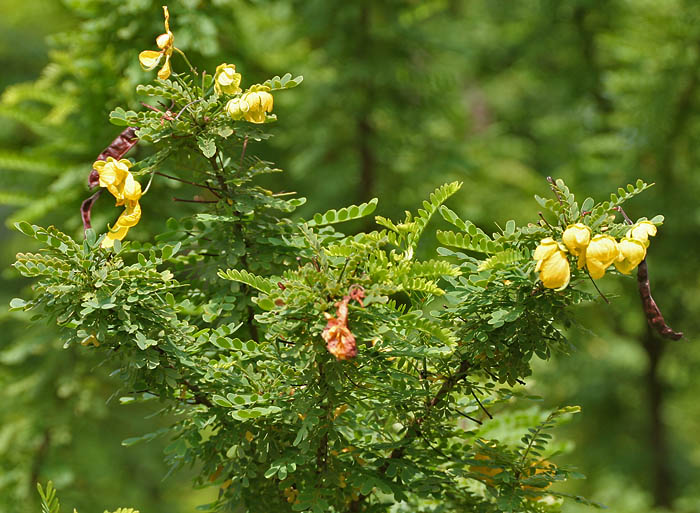
in ، الهند.